# 形式样格
形式样格是匈牙利语中一种格，将样格和质格结合，用于表达位置、任务、状态(如“作为旅游者”)或方式(如“像被猎杀的动物”)。
词形变化系统中后缀-ként的存在与否有争议。首先，匈牙利语格后缀绝对在词尾，而-ként可以在后面添加方位格后缀-i。其次，大部分现代匈牙利语格后缀都要遵从元音和谐，-ként没有。出于这些原因，许多匈牙利语格系统分析，以拉斯洛·安拓的(1961)为首，不认为形式样格是单独的一种格。
另一方面，它遵从现代描写语法框架下的匈牙利语格标准，这意味着它可以作为确切的动词论元，如kezel (vmi)ként(“作为...进行处理”)、viselkedik (vmi)ként(“像...一样行动”)、végez (vmi)ként (“毕业后成为...”)、(“找到...工作”)等等。